# Bazilica Santa Maria Maggiore
Bazilica Santa Maria Maggiore (în italiană Basilica di Santa Maria Maggiore, cunoscută și ca Santa Maria della Neve, „Sf. Maria a Zăpezii”) este una din cele patru bazilici papale din Roma, monument istoric din secolul al cincilea, edificiu înscris pe lista UNESCO a patrimoniului mondial.
Hramul bisericii este în ziua de 5 august.

## Istoric
Bazilica a fost construită în timpul domniei împăratului Constantin cel Mare și au urmat mai multe reconstrucții. Actualul edificiu a fost construit în timpul papei Sixtus al III-lea, după ce în anul 431 Sinodul de la Efes a proclamat-o pe Fecioara Maria ca „Născătoare de Dumnezeu“, ceea ce a dus la o înflorire a cultului marian. Construcția a fost ridicată între anii 432-440 și este păstrată până în prezent.
În secolul al V-lea papa Grigore cel Mare a așezat în această biserică icoana Salus populi Romani, dedicată Maicii Domnului, ocrotitoarea poporului Romei.

## Interior
Mozaicurile din Bazilica Santa Maria Maggiore sunt considerate reprezentative pentru arta paleocreștină.
În interiorul bazilicii se află mormântul lui Gian Lorenzo Bernini.

## Varia
Numeroase biserici romano-catolice poartă hramul „Maria Zăpezii”, cu referire la sfințirea Bazilicii Santa Maria Maggiore. Între acestea  Biserica romano-catolică din Reșița, Biserica Franciscană din Cluj ș.a.m.d.

## Legenda numelui „Maria Zăpezii“

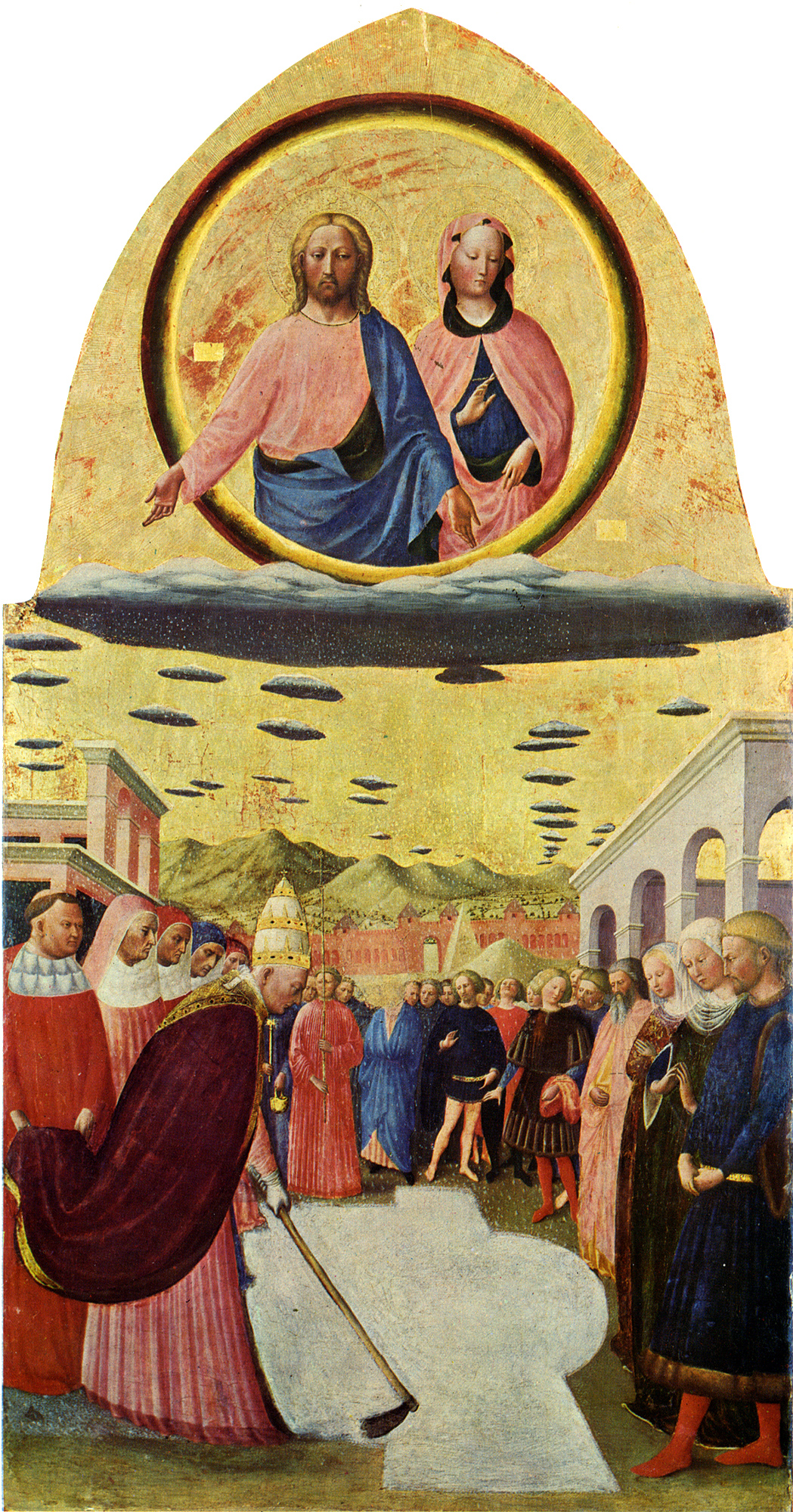
en, Legenda bazilicii Santa Maria ad Nives, prima jumătate a sec. al XV-lea, Galleria Nazionale di Capodimonte, Napoli

În secolul al IV-lea un patrician roman nobil și bogat, pe nume Ioannes, împreună cu nobila sa soție, neavând copii, au decis să doneze bunurile lor Sfintei Maria pentru construirea unei biserici dedicate ei, dacă vor avea un copil. Sf.Maria le-a ascultat dorința și le-a apărut în vis soților în noaptea dintre 4 și 5 august, indicând că o minune se va petrece în 5 august pe locul unde ar putea fi construită biserica. În dimineața următoare Ioannes și soția s-au dus la Papa Liberiu să-i relateze visul pe care l-au avut amândoi. Deoarece papa a avut și el același vis, s-au dus la locul indicat, colina Esquillin din Roma, care ar fi fost găsită acoperită de zăpadă, deși era mijlocul verii. Papa a trasat perimetrul noii biserici („Bazilica Santa Maria Maggiore“ – „Bazilica Sfânta Maria Mare“), urmând suprafața terenului acoperit de zăpadă și a construit clădirea sacră în numele celor doi soți.
Această legendă nu este confirmată de niciun document.

## Fotogalerie

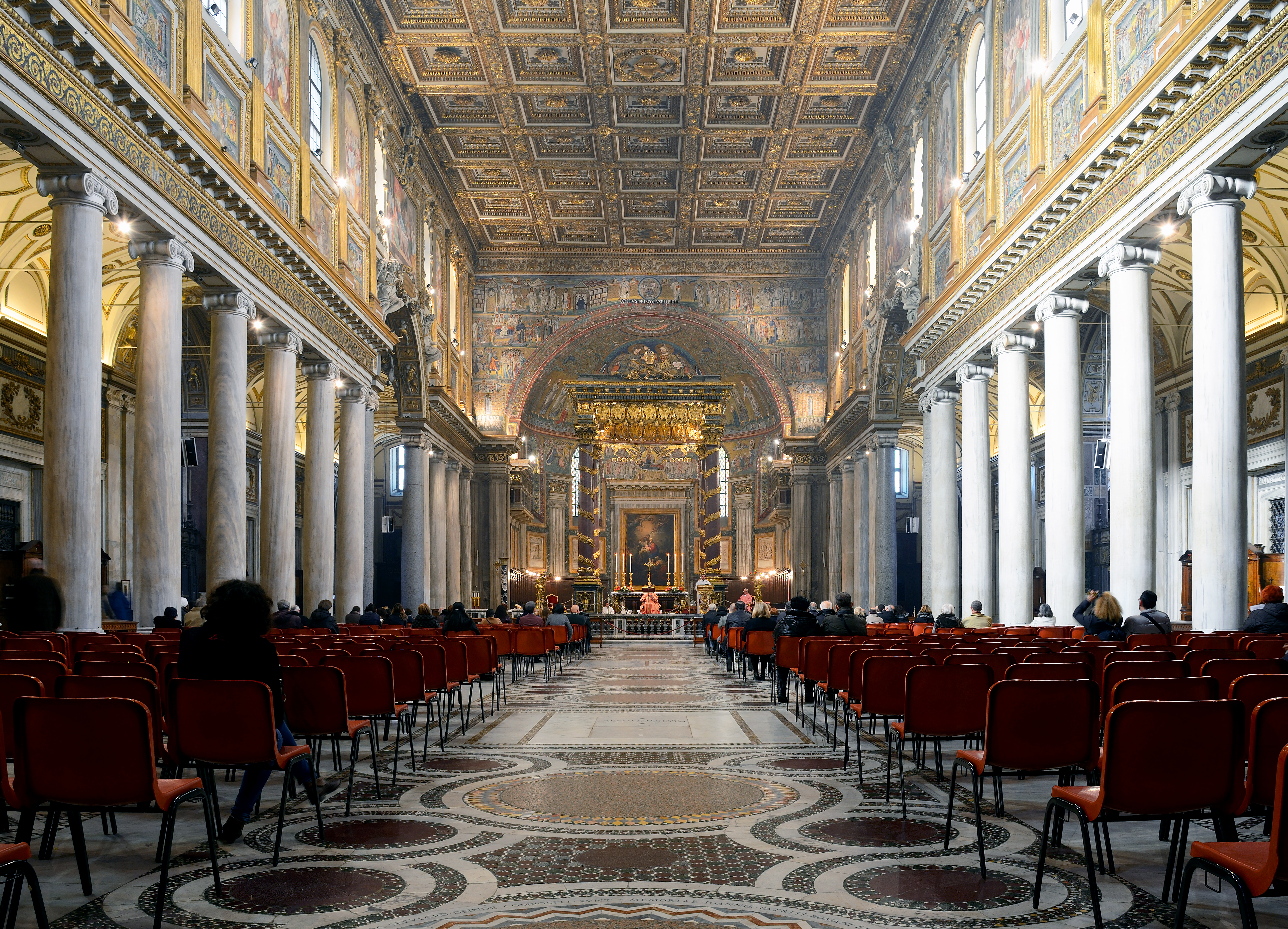
Interiorul bazilicii
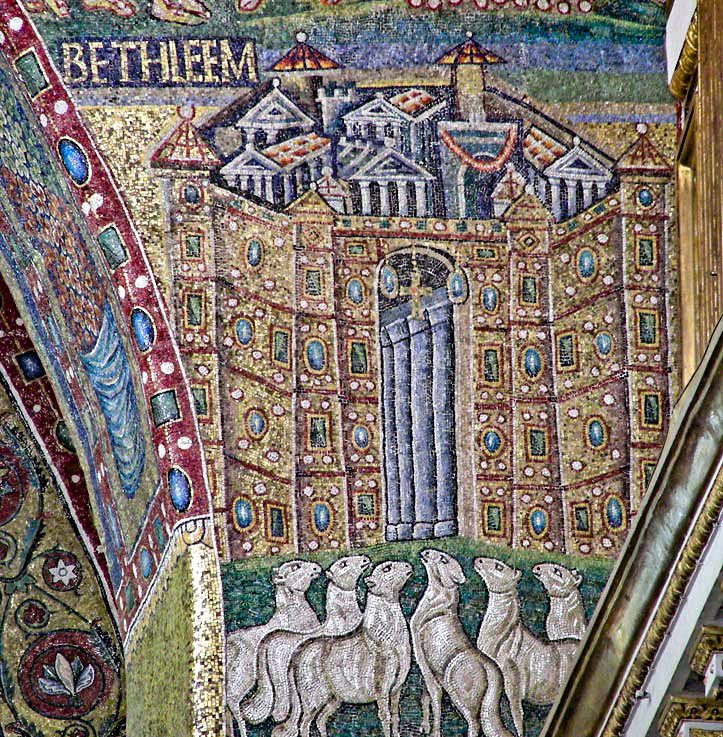
Mozaic
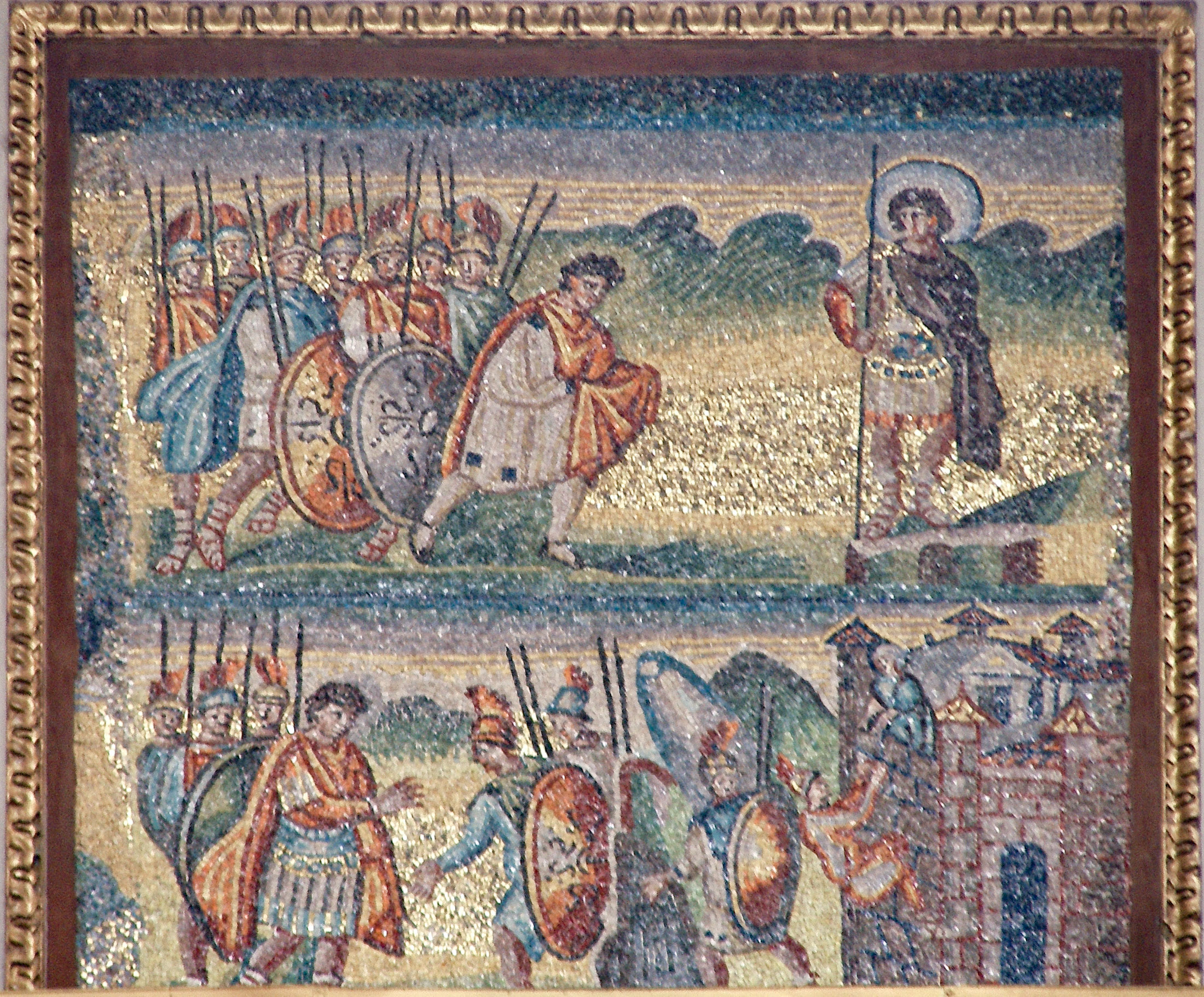
Mozaic
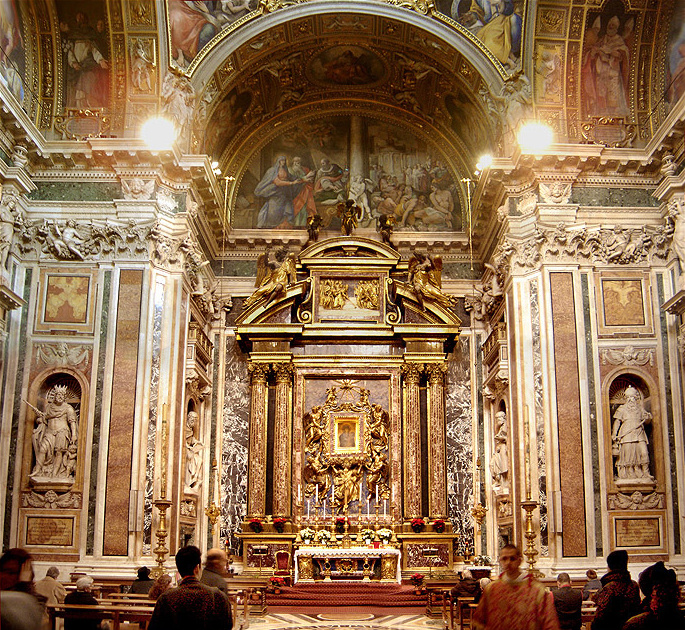
Capela Borghese
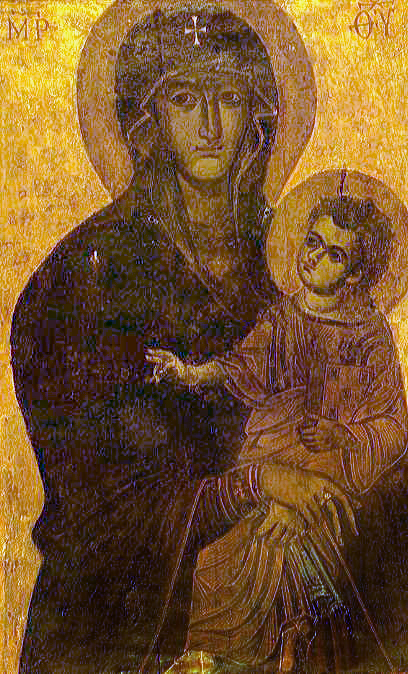
Icoana Salus populi Romani
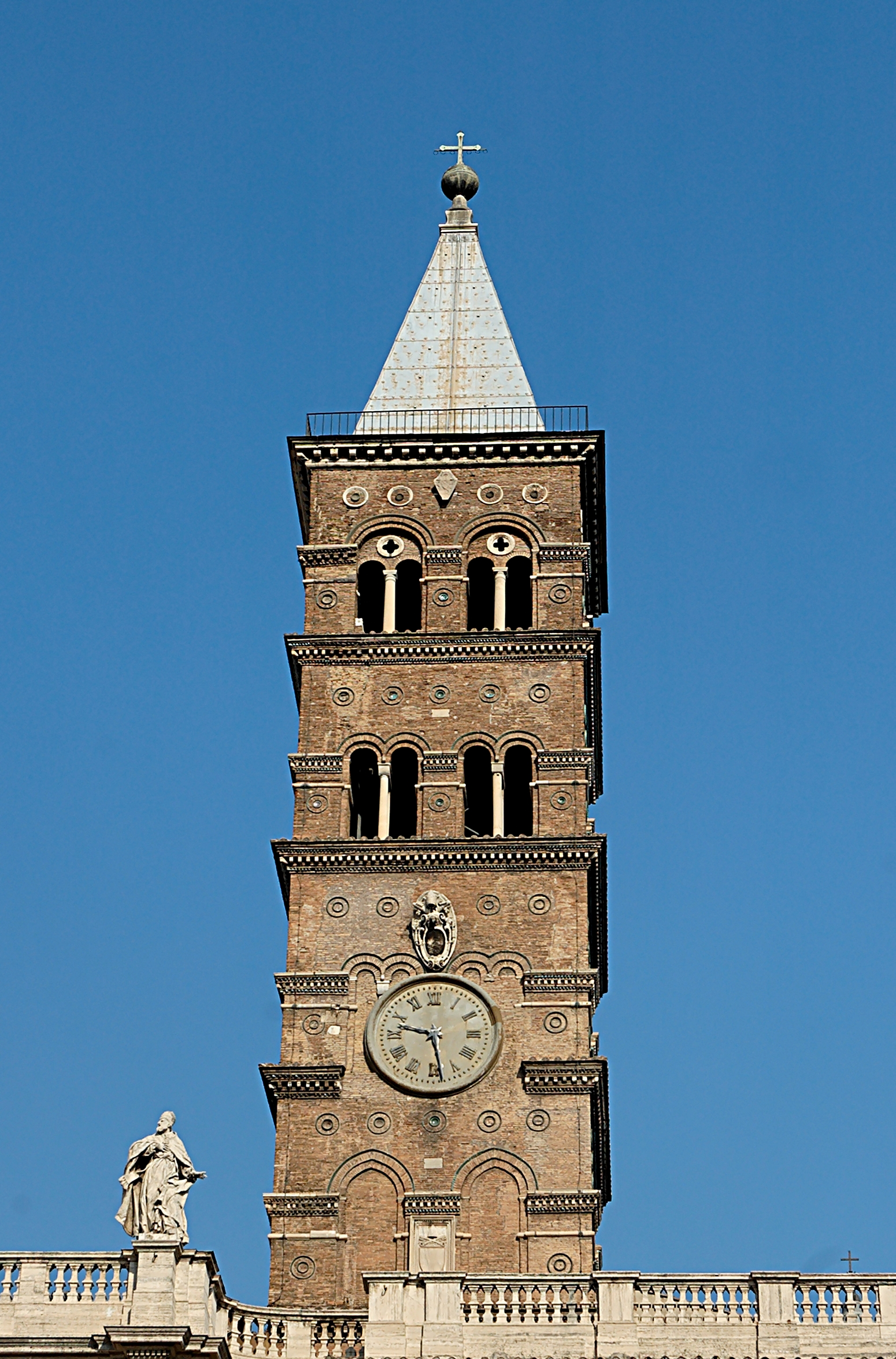
Turnul